# Veliki Brebrovnik
Veliki Brebrovnik – wieś w Słowenii, w gminie Ormož. 1 stycznia 2018 liczyła 206 mieszkańców.